# Grantia kempfi
Grantia kempfi är en svampdjursart som beskrevs av Borojevic och Peixinho 1976. Grantia kempfi ingår i släktet Grantia och familjen Grantiidae.
Artens utbredningsområde är havet utanför Brasilien. Inga underarter finns listade i Catalogue of Life.